# Walenty Wyrwa
Walenty Wyrwa (ur. 26 grudnia 1914 r. w Rotthausen, zm. 20 stycznia 2010 r. w Strzegomiu) – pierwszy Honorowy Obywatel Strzegomia, kronikarz, pasjonat historii Dolnego Śląska, członek Towarzystwa Miłośników Ziemi Strzegomskiej.

## Życiorys
Urodził się 26 grudnia 1914 r. w Rotthausen, górniczej dzielnicy Gelsenkirchen, w niemieckim Zagłębiu Ruhry. Wiosną 1920 r. wraz z rodzicami i starszą siostrą osiedlił się w Sierakowie, w ówczesnym województwie poznańskim. Dzięki pomocy znajomych w krótkim czasie rodzina nauczyła się języka polskiego, a Walenty wraz z siostrą w 1928 r. ukończyli szkołę podstawową. Po ukończeniu szkoły podjął pracę w hucie szkła w Sierakowie. Po dwóch latach pracy przy produkcji aptecznych naczyń szklanych, wyjechał do Kępna, gdzie w roku 1933 został absolwentem szkoły zawodowej, dokształcającej w dziale usług osobistych ze specjalnością perukarstwa, charakteryzacji i fryzjerstwa. Praktykę zawodową w pracowni perukarskiej Opery Poznańskiej połączył z pobieraniem prywatnych lekcji gry na skrzypcach. To właśnie w Poznaniu narodziła się jego miłość do muzyki poważnej. A przede wszystkim poznał swoją przyszłą żonę, Anielę Babczyńską... 

Ślub odbył się 26 stycznia 1936 r. w kościele garnizonowym Św. Wojciecha w Poznaniu. W 1938 r. wrócił wraz z żoną i dwójką dzieci, Katarzyną i Andrzejem, do Sierakowa. Tam też zastała ich II wojna światowa. W październiku 1940r., po kilkakrotnej odmowie przyjęcia obywatelstwa niemieckiego, rodzina Wyrwów została wysiedlona. Walenty, urodzony w Niemczech, mając matkę Niemkę naraził siebie i swoją rodzinę na tułaczkę i poniewierkę oraz utratę całego majątku. Twierdził bowiem, iż „człowiek określa się tylko raz w życiu, kim jest”. W 1942 r. na skutek niedożywienia i chłodu zmarła 6-letnia córka, Katarzyna. Żona, Aniela była wówczas w ciąży i z ciężkim sercem oczekiwała następnego dziecka, Józefa. 

Wiosną 1947 r. rodzina osiedliła się w Strzegomiu. Mimo katastrofalnego stanu miasta, Walenty zdecydował się, by rodzina tu została. Po wojnie uzupełnił średnie wykształcenie. Poza pracą zawodową, rozpoczął swoją aktywność w życiu kulturalnym miasta. Przy pomocy kilku młodych zapaleńców zorganizował działalność estradową, rozpoczynając od małych form scenicznych. Wystawiano m.in. składanki z utworów K.I.Gałczyńskiego: „Zegarek”, „Matka”, „Dorożka”. Następnie otworzył Dziecięcy Teatrzyk Baśni. Spełniał rolę reżysera, scenografa, dekoratora. Tworzył również teksty i muzykę do przedstawień. Kilkakrotnie wystawiano baśnie sceniczne H.Ch.Andersena: „Calineczka”, „Dzikie łabędzie”, „Smocza awantura”.

W roku 1983 Walenty Wyrwa otrzymał nagrodę Ministra Kultury i Sztuki. 

Poza teatrem, wielką pasją Walentego było poznawanie dziejów Strzegomia. Materiały źródłowe dotyczące miasta zdobywał z zagranicznych wydawnictw i archiwów. Na ich bazie powstała książka „Strzegom - historia i współczesność” autorstwa Magdaleny Hennig. Wyraziła ona swoje podziękowanie w następujący sposób: 

„Nieocenioną pomoc podczas prac przygotowawczych okazał mi strzegomianin, Walenty Wyrwa, gdyż owoce jego wieloletniej benedyktyńskiej pracy kronikarskiej stanowiły punkt wyjścia do stworzenia niniejszego opracowania”.

Od 1966 r. Walenty Wyrwa pełnił funkcję kronikarza Miasta i Gminy Strzegom. Troska o zabytki przeszłości skłoniła go do podjęcia obowiązków społecznego opiekuna zabytków. Za długoletnie starania o zachowanie niewielu pozostałych obiektów otrzymał srebrną odznakę Społecznego Opiekuna Zabytków. W 1975 r. został członkiem Towarzystwa Miłośników Ziemi Strzegomskiej. 
Ukoronowaniem pracy historycznej jest książka „Obiekty sakralne Strzegomia” autorstwa Walentego Wyrwy, wydana w 1996 r. 

Po przejściu na emeryturę, kronikarz rozpoczął swój cykl podróży zagranicznych, głównie do byłej NRD i RFN. Pełnił również funkcję tłumacza podczas różnych konferencji. 

Najsłynniejszym lirykiem W.Wyrwy jest „Ballada trzech gór” - opisana wierszem historia Strzegomia. 

Uchwałą Burmistrza i Rady Miejskiej Gminy Strzegom z dnia 31 maja 1999 r. Walenty Wyrwa został odznaczony medalem Honorowego Obywatela Strzegomia.

## W kręgu poezji J.Ch.Günthera
Penetracja dziejów Strzegomia spowodowała zainteresowanie Walentego twórczością Johanna Christiana Günthera, poety okresu baroku, urodzonego w Strzegomiu. Swoją pasję kronikarz rozwijał poprzez tłumaczenie tekstów barokowego twórcy. W.Wyrwa o Güntherze: 

„Kilka wybranych wierszy Johanna Christiana Günthera, wyselekcjonowanych z jego bogatej twórczości, a ukazanych w chronologicznym układzie, pozwala na odtworzenie klimatu i obyczajów odległych czasów rządów saskich.

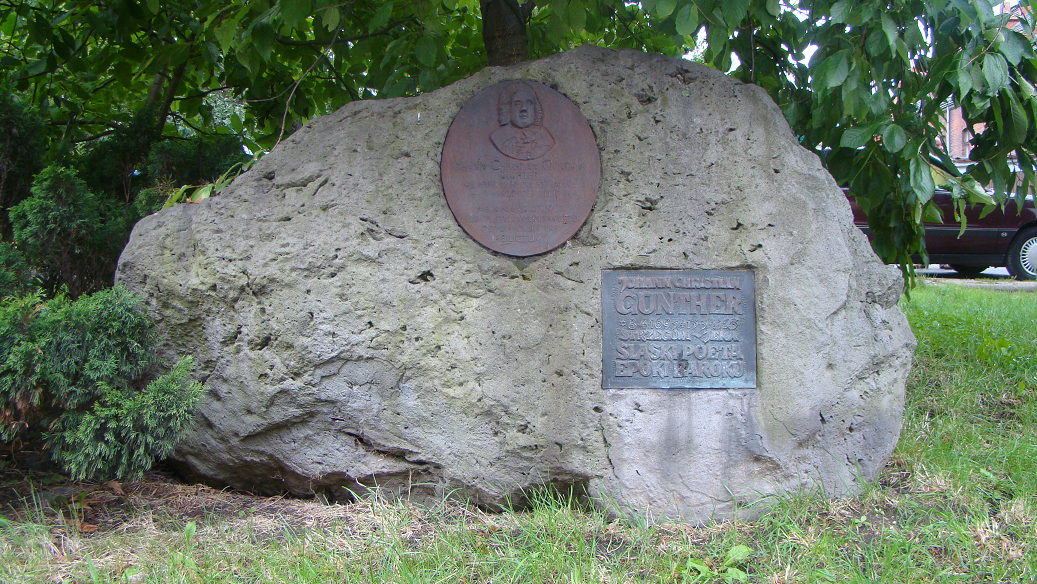
Pamiątkowa tablica barokowego poety przy ul.Dąbrowskiego w Strzegomiu

Uważnie czytając, przy odrobinie wrażliwości, przeżywamy wraz z poetą jego burzliwy i tragiczny żywot, jego młodzieńczy entuzjazm, zapał twórczy, pierwszą miłość, jego wzloty i upadki.
Pośród innych liryków występują tu też wiersze biesiadne, pisane podczas wesołych studenckich spotkań w gronie przyjaciół. 

Następne wiersze z okresu drezdeńskiego cechuje na-brzmiała gorycz doznanego zawodu na dworze króla polskiego, Fryderyka Augusta Sasa, zwanego Mocnym. Günther daremnie zabiegał o miejsce nadwornego poety. 

W końcowej części zbioru znajdujemy poetę złożonego chorobą i widzimy skrajną rozpacz jego ostatnich dni. 

Celem mojej pracy było ukazanie polskiemu czytelnikowi postaci tego śląskiego artysty, człowieka z bogactwem talentu, ale też z brzemieniem trosk, nie wolnego od ludzkich słabości, nałogów i przywar, które tak tragicznie zaciążyły na jego losie.”''

1. https://web.archive.org/web/20090427151414/http://www.strzegom.pl/2004/strony/kio_strzegomianie_hos_wyrwa.htm

2. http://swidniczka.pl/news,single,init,article,972